# The Nurse (phim)
The Nurse là phim ngắn kinh dị của Mỹ năm 2017 do đạo diễn Julian Terry. Bộ phim được viết bởi Alexander Anderson và được sản xuất bởi Terry và Anderson. Bộ phim ngắn lấy bối cảnh trong Vũ trụ The Conjuring và giới thiệu một thực thể ma quỷ mới dưới hình dạng một điều dưỡng viên. Bộ phim có sự tham gia của Aria Walters và Hannah Palazzi và được phát hành trên YouTube vào ngày 16 tháng 8 năm 2017. Bộ phim ngắn được thực hiện trong bốn ngày cho một cuộc thi mang tên "My Annabelle Creation", và đã giành chiến thắng.

## Nội dung
Emily, một cô gái trẻ với những chiếc băng quấn quanh mắt, đột nhiên nghe thấy tiếng mở cửa phòng bệnh và tiếng cào xé của một con gurney đang di chuyển. Khi cô ra ngoài để điều tra, giữ lấy sự nhỏ giọt của mình để giữ thăng bằng, một điều dưỡng kỳ lạ tiến đến, người mà Emily không thể nhìn thấy. Hoảng sợ, cô quay lại phòng bệnh và nhấn nút gọi để được giúp đỡ. Cô điều dưỡng xuất hiện và nói với Emily bằng giọng bình thường rằng cô có thể tháo băng. Sau khi người điều dưỡng làm vậy, Emily quay lại và thấy khuôn mặt quỷ dị, tàn ác đang mỉm cười với cô. Emily hét lên, không biết số phận của mình.

## Diễn viên
- Aria Walters vai Emily
- Hannah Palazzi vai Điều dưỡng

## Phát hành
Bộ phim ngắn đã được gửi cho một cuộc thi có tên "My Annabelle Creation". Vào ngày 17 tháng 8 năm 2017, David F. Sandberg đã công bố người chiến thắng cho cuộc thi, kết thúc là The Nurse.